# Уттини, Франческо Антонио
Франче́ско Анто́нио Утти́ни (итал. Francesco Antonio Uttini), или Франческо Антонио Бальдассаре Уттини (итал. Francesco Antonio Baldassare Uttini; 1723 год, Болонья, Папская область — 25 октября 1795 года, Стокгольм, королевство Швеция) — итальянский композитор,  автор оперы «Фетида и Пелей» — первой оперы на шведском языке.

## Биография
Франческо Антонио Бальдассаре Уттини родился в 1723 году в Болонье, в Папской области. Обучался музыке в родном городе у Джованни Баттисты Мартини, Джакомо Антонио Перти и Пьетро Джузеппе Сандони. В 1743 году был принят в члены филармонической академии в Болонье. В том же году дебютировал в Генуе как оперный композитор оперой-сериа «Александр в Индии» (итал. Alessandro nelle Indie) по либретто Пьетро Метастазио. С 1743 по 1752 год служил в капеллах местных церквей, одновременно сочиняя сценические произведения для театров. Его оперы, по большей части сериа, пользовались успехом у зрителей, не только в Италии, но и в Германии и Дании. В 1752 году был принят на место заместителя музыкального руководителя труппы Минготти, где познакомился со своей будущей женой, певицей Розой Скарлатти, на которой женился в следующем году.
В 1755 году был назначен капельмейстером, но в том же году, вместе с труппой, покинул Италию и отправился на гастроли в Швецию по приглашению королевы Ловисы Ульрики. Сразу по прибытии на сцене нового театра в Дроттнингхольме состоялась премьера его оперы «Король-пастух» (итал. Il re pastore). Тогда же им были написаны концерт для флейты и сонаты для клавесина. После распада труппы, принял решение остаться в Швеции. В 1757 году был принят на место капельмейстера королевской капеллы, сменив Пера Бранта.
В этот период им были написаны многочисленные оперы с либретто на итальянском и французском языках и камерно-инструментальные произведения, симфонии и кантаты. В 1772 году по заказу Густава III, короля Швеции им была написана опера «Фетида и Пелей» (швед. Thetis och Pelée) по либретто Юхана Велландера, которая стала первой оперой на шведском языке. Премьера состоялась 18 января 1773 года на открытии королевского театра Боллхус в Стокгольме. Опера пользовалась большим успехом у публики. Вслед за ней по либретто на шведском языке были написаны последние оперы композитора — в 1774 году «Биргер Ярл и Мехтильда» (швед. Birger Jarl och Mechtilde) по либретто Густава Фредрика Гилленборга и в 1776 году «Алина, королева Гольконды» (швед. Aline, drottning uti Golconda ) по либретто Кристофера Богислауса Зибета.
В 1778 году он подал в отставку с поста капельмейстера, уступив это место «шведскому Моцарту», Йозефу Мартину Краусу и Иоганну Готлибу Нойманну, приглашённому Густавом III реформировать королевскую капеллу. Овдовев в 1775 году, в 1788 году женился во второй раз на певице Софии Лильегрен, и с этого времени больше не писал музыку.
Франческо Антонио Бальдассаре Уттини умер в Стокгольме 25 октября 1795 года.

## Творческое наследие
Творческое наследие композитора включает 20 опер и многочисленные сочинения церковной и камерной музыки, в том числе 17 концертов, 7 симфоний и 2 оратории.